# 顏繼祖
顏繼祖（？—1639年），字繩其，號同蘭，室名又紅堂，福建龍溪（今龙海市）人，明末政治人物，同進士出身。

## 生平
萬曆四十六年（1618年）戊午科福建鄉試二十一名舉人，萬曆四十七年（1619年）聯登己未科進士，兵部觀政，授南京太常寺博士，天啓六年（1626年）改行人司行人。天啟七年（1628年）十二月，改工科給事中。崇禎二年（1629年）九月，升任工科右給事中；次年六月，改戶科右給事中，崇禎四年（1631年）九月，改左給事中。同年十一月，改吏科都給事中，崇禎五年（1632年）正月，降左給事中，之後改太常寺少卿。崇禎九年（1636年）以都察院右僉都御史、巡撫山東。崇禎十一年（1638年）冬，清軍經居庸關入華北，南下山東。楊嗣昌令顏繼祖專防德州，濟南空虛，不久清軍破城，山東布政使張秉文、巡按御史宋學朱、副使周之訓、翁鴻業等殉國，德王朱由𣒻被捕。事後，言官交章弹劾，顏繼祖上疏歸咎於楊嗣昌，自請撤職，然而崇禎帝堅持將其下獄，不久棄市。

## 著作
著有《又紅堂詩集》七卷、《又雙魚集》七卷。序《萝轩变古笺谱》上、下两册。

## 遗迹
顏繼祖曾在家乡建设数座桥梁，并建立灌溉设施。

## 延伸阅读
[在维基数据编辑]
 《明史卷二百四十八》，出自《明史》